# Texojol
Texojol är en ort i Mexiko.   Den ligger i kommunen Tamazunchale och delstaten San Luis Potosí, i den sydöstra delen av landet, 200 km norr om huvudstaden Mexico City. Texojol ligger 134 meter över havet och antalet invånare är 456.
Terrängen runt Texojol är huvudsakligen kuperad, men åt nordost är den platt. Runt Texojol är det ganska tätbefolkat, med 56 invånare per kvadratkilometer. Närmaste större samhälle är Tamazunchale, 5,3 km nordväst om Texojol. I omgivningarna runt Texojol växer huvudsakligen savannskog.